# Outward Bound (pel·lícula)
Outward Bound és una pel·lícula en blanc i negre que es va estrenar el 29 de novembre de 1930. Va ser dirigida per Robert Milton i els actors principals van ser Leslie Howard, Douglas Fairbanks Jr. i Helen Chandler. És una pel·lícula basada en l'obra de teatre homònima de Sutton Vane estrenada a Londres el 1923 i un any més tard a Broadway, on Leslie Howard, que va fer el seu primer paper per al cinema sonor en aquesta pel·lícula, havia fet el paper de Tom Prior.

## Repartiment
- Leslie Howard (Tom Prior)
- Douglas Fairbanks Jr. (Henry)
- Helen Chandler (Ann)
- Alec B. Francis (Scrubby)
- Beryl Mercer (Mrs. Midget)
- Dudley Digges (Thompson, l'examinador)
- Montagu Love (Mr. Lingley)
- Lyonel Watts (William Duke)
- Alison Skipworth (Mrs. Cliveden-Banks)

## Argument
Henry i Ann són dos joves amants que planegen suïcidar-se per asfixia amb gas perquè el seu amor és impossible en estar Henry casat amb una altra dona. Estan preocupats pel que pugui esdevenir amb el seu gos Laddie si decideixen tirar endavant.
La escena canvia per mostrar un grup de gent dispar que es troben en una barca en mig de la boira cap a una destinació incerta. De mica en mica anem coneixent la història de cada un d'ells. Tom Prior és un fill pròdig, alcohòlic que descobreix que viatja amb el seu excap, Mr. Langley gran industrial. Mrs. Midget, una dona de la neteja que no perd de vista a Tom. Mrs Cliveden-Banks, una dona de l'alta societat, conversa amb el majordom Scrubby. El reverend William Duke està molt absorbit pel seu treball com a missioner en els barris baixos de Londres. Finalment, també hi trobem Ann i Henry, la jove parella que fan front a un amor impossible i que han decidit que no poden viure un sense l'altre.
Amb el temps, els passatgers s'adonen que és el que està passant: estan tots morts. Durant el viatge seran jutjats per anar al cel o a l'infern. Quan arribin a la seva destinació els espera el judici del reverend Thompson, l'”examinador”, un antic amic de Duke que escolta les seves històries i decideix la destinació final de cadascú. La senyora Cliveden-Banks i el senyor Lingley són condemnat pels seus actes i paraules mentre que Duke és recompensat a continuar el seu treball de missioner que tant estima. Malgrat que Tom no ha fet mèrits per anar al cel, Mrs. Midget intercedeix al seu favor i promet cuidar d'ell. Tom diu que realment no es mereix anar al cel i aleshores Thompson li diu que aquest reconeixement l'ha salvat i els deixa passar tots dos. Thomson sap que Mrs. Midget és la mare de Tom. Queden Tom, Ann i Scrubby. Thompson els diu que les seves vides han estat tallades perquè no han estat prou valents per acabar de manera natural el curs de les seves vides i estan condemnats a vagar eternament dins de la barca. Henry sent els lladrucs de Laddie i desapareix sobtadament. Scrubby explica a Ann que Laddie ha trencat una finestra quan ha ensumat el gas, salvant Henry de morir asfixiat. Ann se sent abandonada però es salvada per la força de l'amor de Henry, que retorna a la barca fantasma per rescatar-la.
La darrera escena, és a fora de l'apartament de la parella on uns veïns observen com una ambulància s'endú la parella a l'hospital mentre un d'ells cuida de Laddie.